# Luffa
Luffa es un género con nueve especies de plantas con flores perteneciente a la familia Cucurbitaceae. Las plantas y sobre todo sus frutos son conocidos como zacates,  pastes, estropajos o esponjas vegetales. Es el único género de la subtribu Luffinae.
Es conocida también como pepinillo, zacate (en México: término genérico para designar fibras vegetales y pastos ásperos), estropajo (Colombia), Musú (República Dominicana), Paste (Honduras y Costa Rica), Pashte (Guatemala), Tusa (Panamá) y Buchados Paulistas (en Brasil). Son plantas trepadoras tropicales y subtropicales.  El fruto de al menos dos especies, Luffa acutangula y Luffa aegyptiaca, se cultiva para ser cosechados y se come como un vegetal, es popular en Asia y África.
Su popularidad nace desde que se la comenzó a utilizar para la elaboración de esponjas exfoliantes, pues son de alta calidad y brindan muy buenos resultados dermatológicos.
Especies de Luffa son utilizadas como plantas alimenticias por las larvas de algunos lepdidopteros incluyendo especies como Hypercompe albicornis.

## Taxonomía
El género fue descrito por Philip Miller y publicado en The Gardeners Dictionary...Abridged...fourth edition, en 1754.

#### Etimología
Luffa: nombre genérico latinizado proveniente del vocablo árabe لوف loofa, louf, luf, lufah o luff, usado como nombre vernáculo para la planta.

## Especies
- Luffa acutangula (L.) Roxb. - dringi de la India, estropajo de Cuba.
- Luffa aegyptiaca Mill. - esponjilla de Venezuela
- Luffa astorii Svenson
- Luffa echinata Roxb. - bondel de la India
- Luffa graveolens Roxb.
- Luffa operculata (L.) Cogn. - esponjilla
- Luffa quinquefida (Hook. & Arn.) Seem.
- Luffa saccata F.Muell. ex I.Telford
- Luffa sepium (G.Mey.) C.Jeffrey[5][6]

## Galería

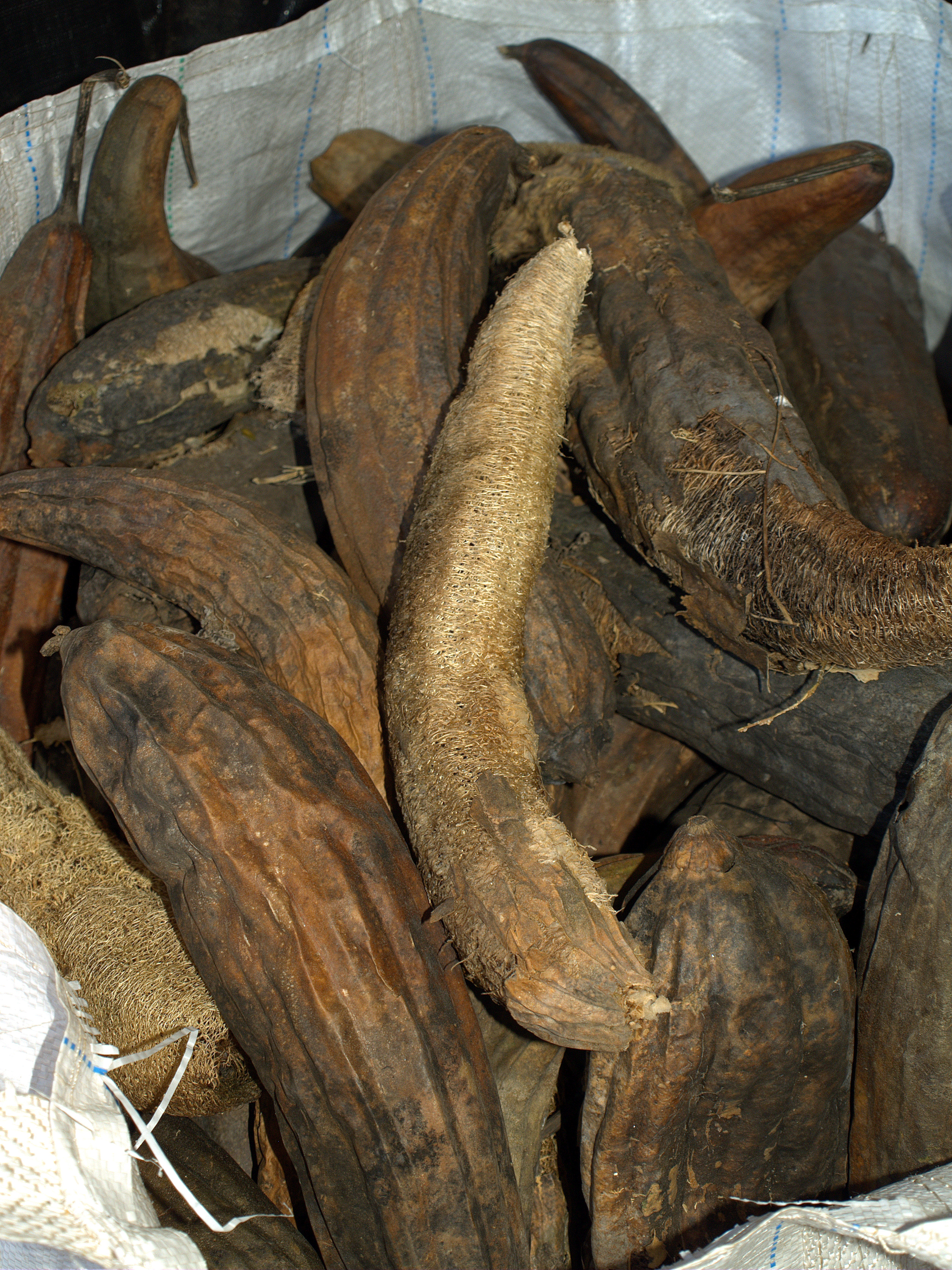
Un costal de estropajos sin procesar, en una huerta orgánica.
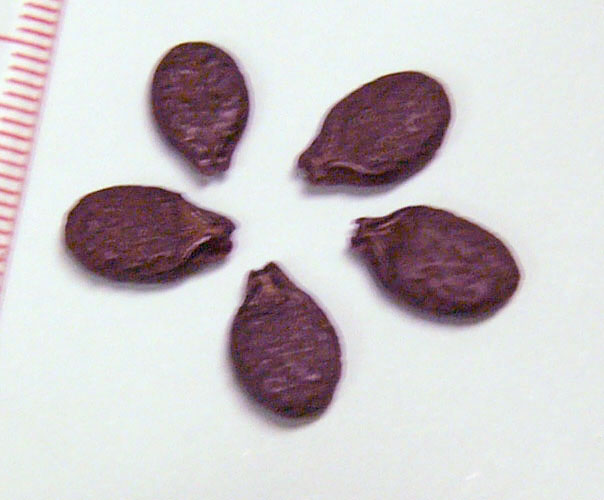
Semillas de Luffa acutangula. Cada división de la regla corresponde a 1 mm. Las semillas de Luffa aegyptica son muy similares.
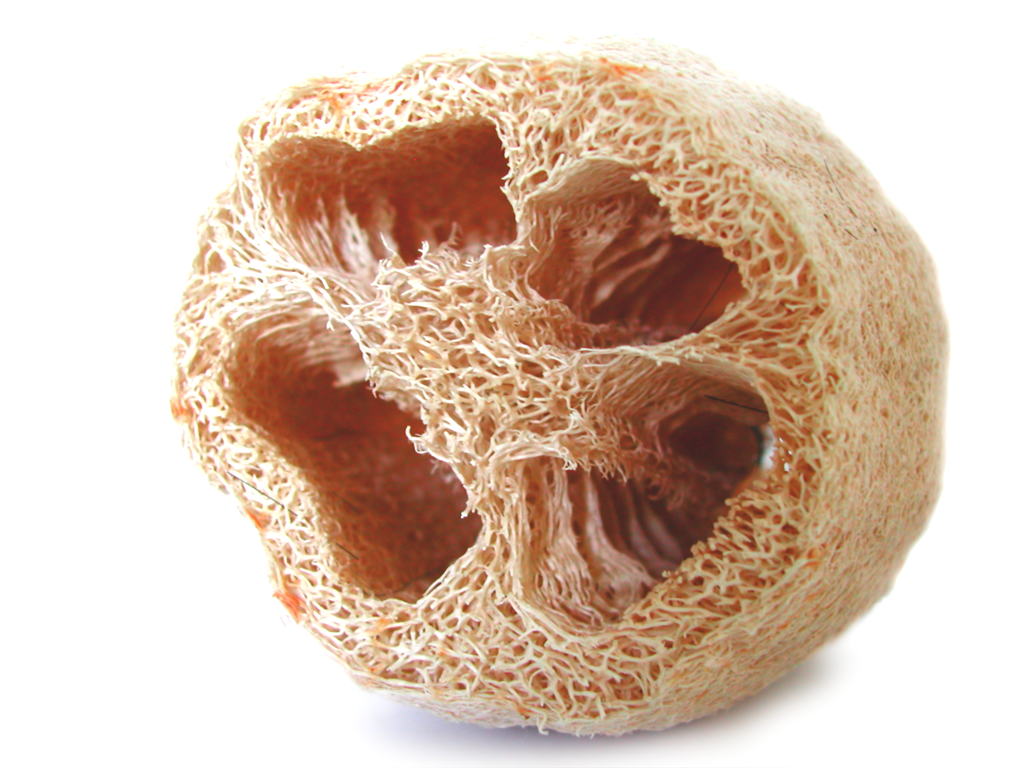
Una esponja de Luffa, o estropajo, cuya textura basta ayuda a la limpieza de la piel.
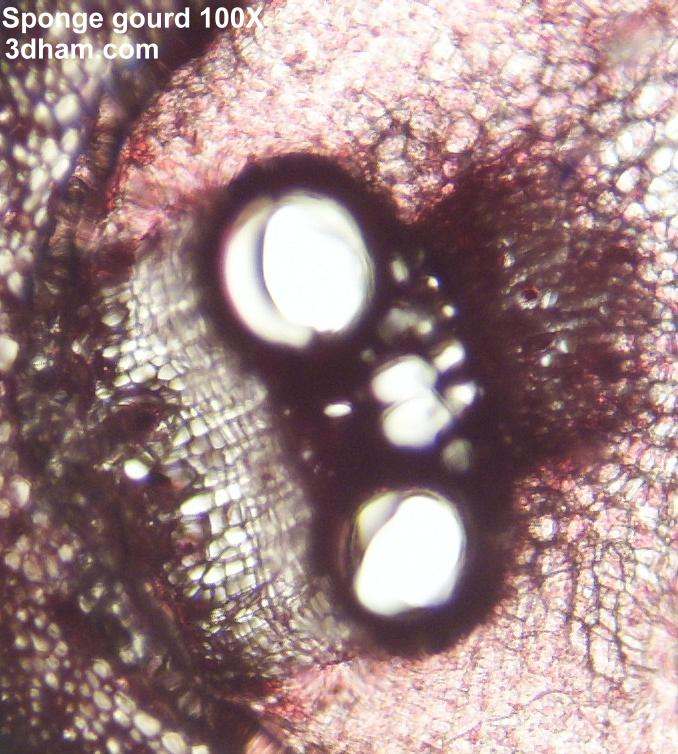
Sección de Luffa aegyptiaca, amplificada 100x
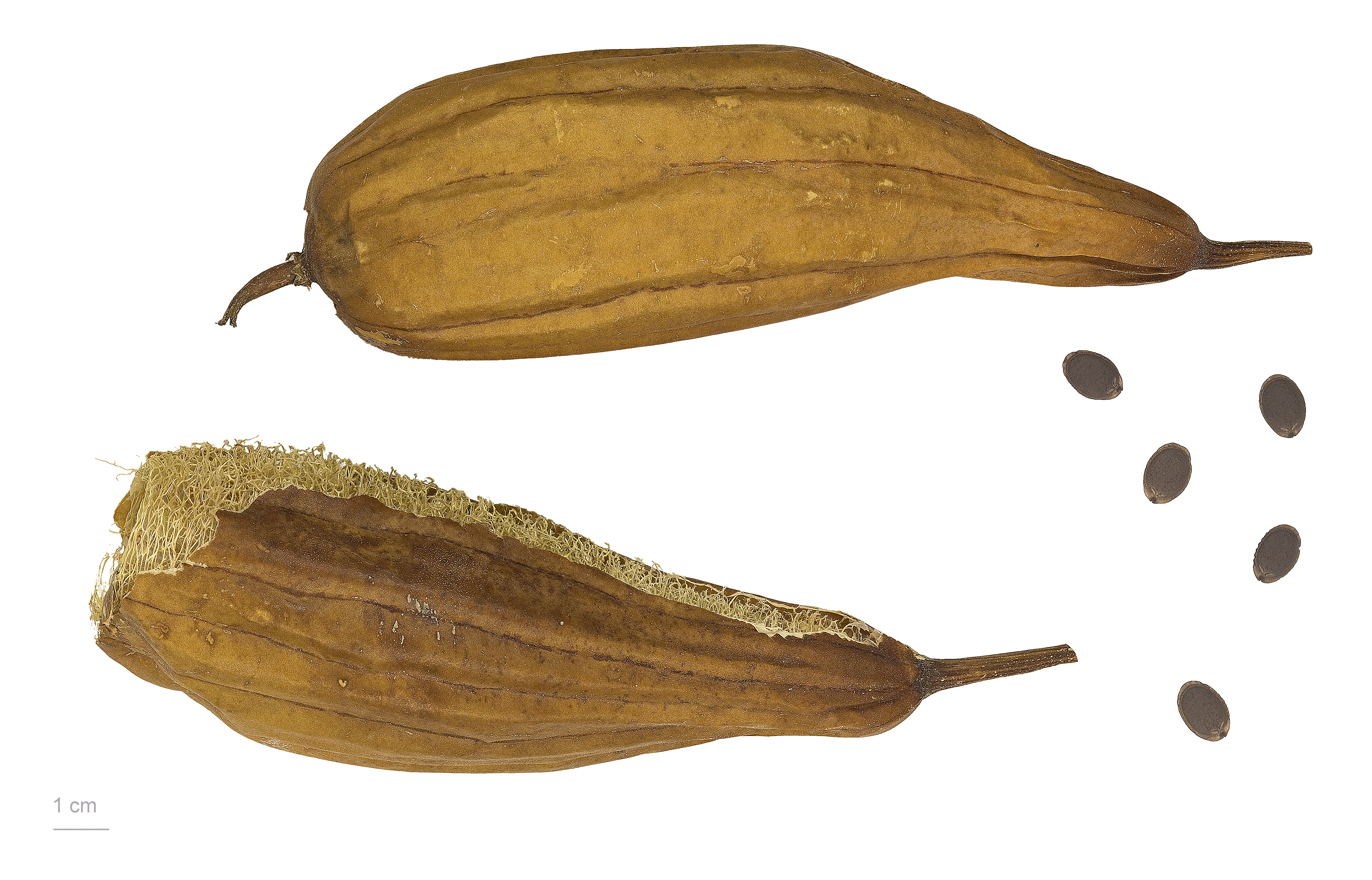
Luffa aegyptiaca
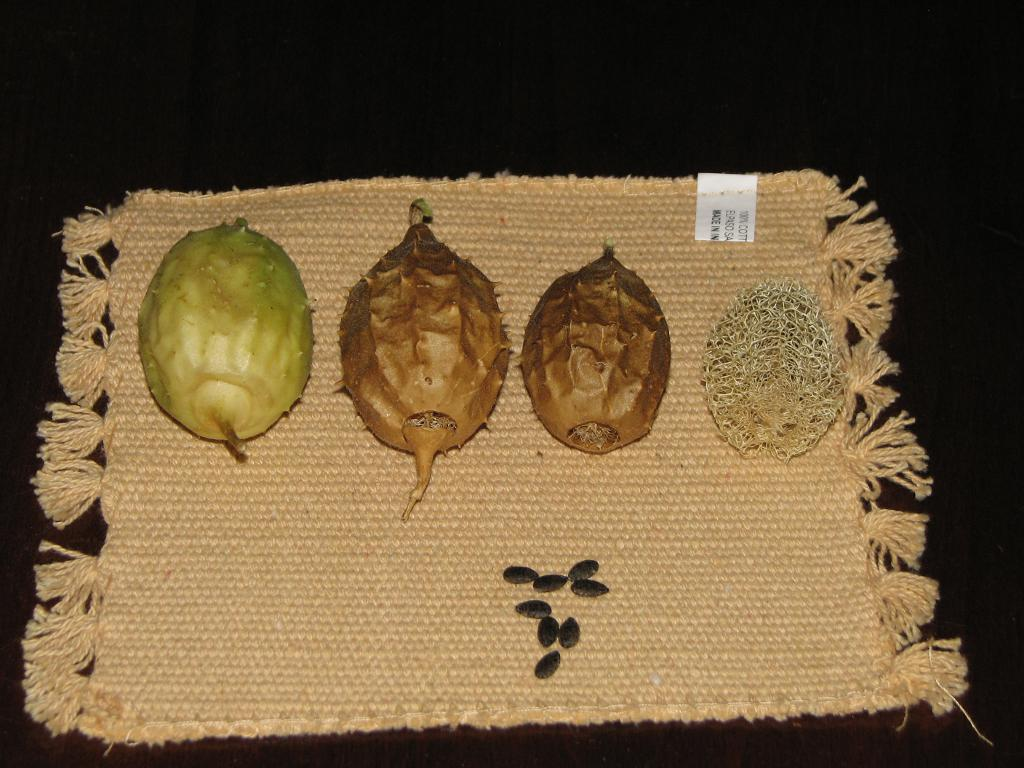
Diferentes etapas de madurez del fruto de Luffa operculata, donde también se muestran las semillas.